# خوسيه مونتيل
خوسيه مونتيل (بالإسبانية: José Montiel) (مواليد 19 مارس 1988) هو لاعب كرة قدم. يلعب مع منتخب باراغواي لكرة القدم سبق له أن لعب في كأس العالم لكرة القدم مع منتخب بلاده.

## روابط خارجية
- خوسيه مونتيل على موقع قاعدة بيانات كرة القدم.إي يو (الإنجليزية)
- خوسيه مونتيل على موقع ناشيونال فوتبول تيمز (الإنجليزية)
- خوسيه مونتيل على موقع Soccerway.com (الإنجليزية)